# Ghost Trick: Detective fantasma
Ghost Trick: Detective fantasma (ゴースト トリック?, Gōsuto Torikku, Ghost Trick) è un videogioco d'avventura per Nintendo DS e iOS sviluppato da Shū Takumi, già creatore della serie Ace Attorney, e pubblicato dalla Capcom.
Nel videogioco Ultimate Marvel vs. Capcom 3 compare il personaggio di Phoenix Wright vestito da Sissel, protagonista del videogioco.

## Trama
Il protagonista, Sissel, si ritrova morto all'interno di una discarica. Tuttavia, grazie all'aiuto di una lampada, chiamata Ray, e posseduta da uno spirito simile a lui, scopre di possedere dei poteri sovrannaturali, i "ghost trick", che gli permettono di manovrare oggetti inermi. Grazie a questa capacità, oltre che alla possibilità di tornare indietro nel tempo di 4 minuti prima della morte di una persona, Sissel sventa la morte di una ragazza dai capelli rossi, Lynne, pianificata da un'organizzazione criminale. Decide quindi d'indagare sulla ragazza, spostandosi attraverso le linee telefoniche, in modo da ottenere maggiori informazioni sul suo passato, da lui dimenticato in seguito alla morte. Tuttavia ha solo una notte per trovare il suo assassino.

## Personaggi
Sissel (シセル?, Shiseru)

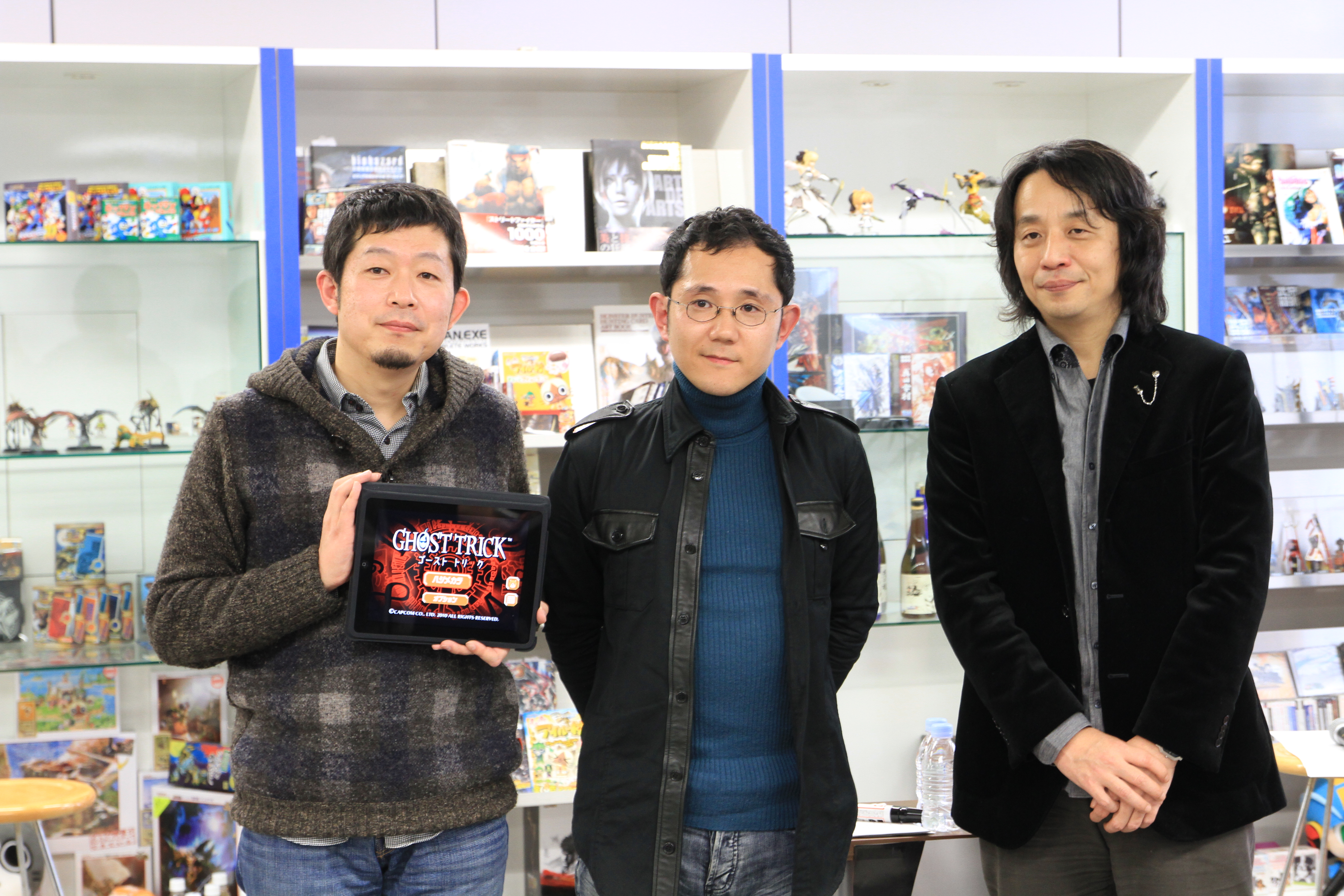
Hironobu Takeshita, Shū Takumi e Arisu Arisugawa presentano la versione iOS di Ghost Trick

Protagonista del gioco. È un fantasma che ha il potere di possedere e manipolare gli oggetti. Può inoltre tornare indietro nel tempo di 4 minuti prima della morte di una persona. Sebbene possa spostarsi attraverso le linee telefoniche, non può farlo nel passato a meno che il telefono non sia in uso. Per quasi tutta la durata del titolo viene rappresentato da un uomo biondo vestito di rosso. Al termine del gioco si scopre essere il gatto di Yomiel.
Lynne (リンネ?, Rinne)
Detective della polizia. Viene seguita da Sissel in quanto presente al momento della sua morte. Da piccola è stata salvata dal detective Jowd, quando fu presa in ostaggio all'interno del Parco Etros, per questo motivo lo ammira e segue le sue orme.
Kamila (カノン?, Kanon)
Figlia del detective Jowd, vive con Lynne ed il suo cane, Missile.
Missile (ミサイル?, Misairu)
Cane di Kamila. Viene salvato da Sissel la prima volta che si reca nell'appartamento di Lynne. Morirà nuovamente nel corso del gioco, acquisendo il potere di scambiare gli oggetti di forma simile.
Ray (クネリ?, Kuneri)
Lampada presente all'inizio del gioco che spiegherà a Sissel come funzionano i "ghost trick". Alla fine del gioco rivelerà di essere Missile.
Ispettore Cabanela (カバネラ警部?, Kabanera-keibu)
Ispettore con l'hobby della danza. Vecchio amico di Jowd.
Jowd (ジョード?, Jōdo)
Detective e padre di Kamila. È stato arrestato con l'accusa di aver ucciso la moglie. La sua condanna a morte è stata firmata dal Ministro della Giustizia.
Yomiel (ヨミエル?)
Uomo vestito di rosso. Per lungo tempo Sissel è convinto di essere l'anima di Yomiel. Dieci anni prima degli eventi narrati nel gioco, Yomiel fu colpito dal meteorite Etros, mentre teneva in ostaggio Lynne, ed acquisì il potere di manipolare esseri viventi. Grazie a ciò, prese il controllo di un gatto a cui diede il nome Sissel, in onore della sua fidanzata.

## Modalità di gioco
Il giocatore prende il controllo del protagonista Sissel, un fantasma dotato di poteri speciali chiamati Ghost Trick, e si sposta trascinando sul touch-screen l'anima del personaggio su diversi oggetti dotati di nuclei. L'obbiettivo principale del gioco è risolvere il mistero della morte di Sissel raccogliendo indizi sulla sua vita passata e sui legami che aveva con gli altri personaggi. Per fare questo, Sissel deve risolvere diversi tipi di puzzle utilizzando il potere dei morti, o Ghost Trick, che gli permette di possedere e manipolare oggetti inanimati.
Il gameplay è suddiviso in 2 sezioni principali: 
- L' investigazione ha luogo nel presente. Durante questa sezione i puzzle si focalizzano sullo spostamento da un'area all'altra del livello e sulla raccolta di indizi. Lo scopo dell'investigazione può variare, ma si tratta solitamente di dover trovare una persona, un oggetto o di raggiungere un luogo nuovo manipolando lo spazio circostante.
- La prevenzione di una morte ha luogo nel passato. Se durante l'investigazione il giocatore si imbatte in un cadavere diventa possibile viaggiare nel passato fino a 4 minuti prima del decesso e prevenire la morte del personaggio. Oltre a rendere inaccessibili alcune zone al giocatore, questa sezione presenta puzzle più complessi da svolgere con un limite di tempo. Manipolando gli oggetti nel passato e facendoli interagire con i personaggi è possibile alternare gradualmente il loro destino fino allo scongiuramento del loro fato.(NOTA il termine fato scongiurato è utilizzato dal gioco per indicare il completamento della sezione) Dopo il completamento di questa sezione il giocatore viene ritrasportato in un presente alternato dove la morte non ha mai avuto luogo. In certe situazioni il personaggio salvato manterrà il ricordo della sua morte e sarà in grado di comunicare direttamente con Sissel.

### Ghost Trick
Detto anche trucco da fantasma, è il principale elemento di gameplay del gioco ed è caratterizzato da 2 azioni, entrambe attivate dagli omonimi pulsanti presenti sul touch-screen.
- Ghost permette al giocatore di entrare nel regno dei morti, una versione alternativa della realtà dove il tempo si ferma e il fantasma è in grado di spostarsi da un oggetto all'altro. Mentre il giocatore si sposta sullo schermo inferiore del Nintendo DS, sullo schermo superiore compariranno informazioni sull'oggetto posseduto e sulle possibili azioni da svolgere.
- Trick si può utilizzare solo una volta usciti dal regno dei morti e permette al giocatore di svolgere azioni per manipolare lo spazio circostante tramite i poteri da fantasma di Sissel. A seconda dell'oggetto posseduto si possono attivare poteri diversi:
  - La manipolazione standard che avviene con la maggior parte degli oggetti inanimati e che varia a seconda dell'oggetto stesso (per esempio attivare un frullatore o aprire un frigorifero).
  - Spostarsi per le linee telefoniche, possibile solo se il protagonista è a conoscenza del contatto da raggiungere e, quando si trova nel passato, solo se la linea viene utilizzata da qualcuno nel momento dello spostamento.
  - Tornare indietro nel tempo, solo se in contatto con cadavere deceduto da meno di un giorno e solo fino a 4 minuti prima della morte.
  - Scambiare tra di loro oggetti con la stessa sagoma. Questo potere sarà disponibile sono in certi livelli e solo sotto determinate circostanze.

## Sviluppo
Il creatore del gioco Shū Takumi iniziò a ideare Ghost Trick – Detective Fantasma durante lo sviluppo del terzo titolo della serie di Ace Attorney. Il suo scopo era quello di creare un gioco di mistero con uno stile diverso da Ace Attorney ma adatto a una console portatile.
Ghost Trick – Detective fantasma racconta un'unica storia divisa in 18 capitoli, e la presenza di un protagonista fantasma facilita l'interazione con gli oltre 30 personaggi presenti nel gioco, cosa che non era possibile in Ace Attorney data la sua struttura episodica. 
Questi personaggi tendono ad avere tratti bizzarri sia nella personalità che nel design. In un'intervista Shū Takumi afferma che per risaltare al meglio ogni personaggio è stata messa molta cura nell'animazione, creando modelli 3D e animandoli a mano.

Per quanto riguarda il design dei puzzle, eventi a tempo e azioni da compiere al momento giusto sono stati aggiunti per bilanciare il gameplay semplicistico. Il gioco doveva essere abbastanza semplice per risultare accessibile a tutti, ma non troppo facile.

In un'intervista con la Rivista Ufficiale Nintendo nel 2013 Shū Takumi ha accennato l'idea di un gioco crossover fra Ghost Trick e Ace Attorney, ma ancora oggi non ci sono state ulteriori notizie.
Nel febbraio 2023 è stata annunciata una versione del gioco per PlayStation 4, Xbox One, Nintendo Switch e personal computer.

## Colonna sonora
La colonna sonora di Ghost Trick - Detective Fantasma è stata distribuita il 24 giugno 2010 e contiene 37 brani composti da Masakazu Sugimori. Era acquistabile con un'edizione limitata del gioco rilasciata da e-Capcom.